# Døstrup Sogn (Mariagerfjord Kommune)
 For alternative betydninger, se Døstrup Sogn. (Se også artikler, som begynder med Døstrup Sogn)
Døstrup Sogn er et sogn i Hobro-Mariager Provsti (Århus Stift).
I 1800-tallet var Hørby Sogn og Døstrup Sogn annekser til Øls Sogn. Alle 3 sogne hørte til Hindsted Herred i Ålborg Amt. Øls-Hørby-Døstrup sognekommune blev ved kommunalreformen i 1970 indlemmet i Hobro Kommune, der ved strukturreformen i 2007 indgik i Mariagerfjord Kommune.
I Døstrup Sogn ligger Døstrup Kirke.
I sognet findes følgende autoriserede stednavne:
- Døstrup (bebyggelse, ejerlav)
- Døstrup Bæk (vandareal)
- Døstrup Søndermark (bebyggelse)
- Finderup (bebyggelse, ejerlav)
- Nørremarken (bebyggelse)
- Søndermarken (bebyggelse)
- Vestermarken (bebyggelse)
- Østermarken (bebyggelse)